# 劉瑴
劉瑴（6世紀？—6世紀？），字仲寶，沛郡相縣人，南北朝南梁官員。是東晉丹陽尹劉惔的七世孫、詩人劉顯的從弟。

## 生平
劉瑴身材矮小但人品正直，學識淵博又擅長辭令；最初在國子禮生射策高第，擔任寧海縣令，不久遷任湘東王蕭繹的記室參軍，又改任中記室。太清年間侯景作亂，蕭繹在上流承制，文書都委託劉瑴，他也竭力盡忠，獲得蕭繹恩遇；之後他歷任尚書左丞、御史中丞，承聖二年（553年），遷任吏部尚書、國子祭酒，其他依舊。次年（554年），北周攻陷江陵，他和宗懍被俘擄到長安，之後下落不明。

## 引用
1. 1 2  《梁書·卷四十一·列傳第三十五》：劉瑴字仲寶，晉丹陽尹真長七世孫也。少方正有器局。自國子禮生射策高第，爲寧海令，稍遷湘東王記室參軍，又轉中記室。太清中，侯景亂，世祖承制上流，書檄多委瑴焉，瑴亦竭力盡忠，甚蒙賞遇。歷尚書左丞、御史中丞。承聖二年，遷吏部尚書、國子祭酒，餘如故。
2. 1 2  《南史·卷五十·列傳第四十》：劉瓛，字子珪，沛郡相人，晉丹陽尹惔六世孫也。……顯字嗣芳，瓛族子也。……顯從弟瑴字仲寶。形貌短小，儒雅博洽，善辭翰，隨湘東王在蕃十餘年，寵寄甚深。當時文檄皆其所為。位吏部尚書、國子祭酒。
3. ↑  《梁書·卷四十一·列傳第三十五》：承聖三年，江陵沒，（宗懍）與瑴俱入于周。
4. ↑  《南史·卷五十·列傳第四十》：魏克江陵，入長安。